# 巴博魯夫
巴博魯夫是波蘭的城鎮，位於該國西南部，距離首府奧波萊40公里，毗鄰與捷克接壤的邊境，由奧波萊省負責管轄，面積11.73平方公里，海拔高

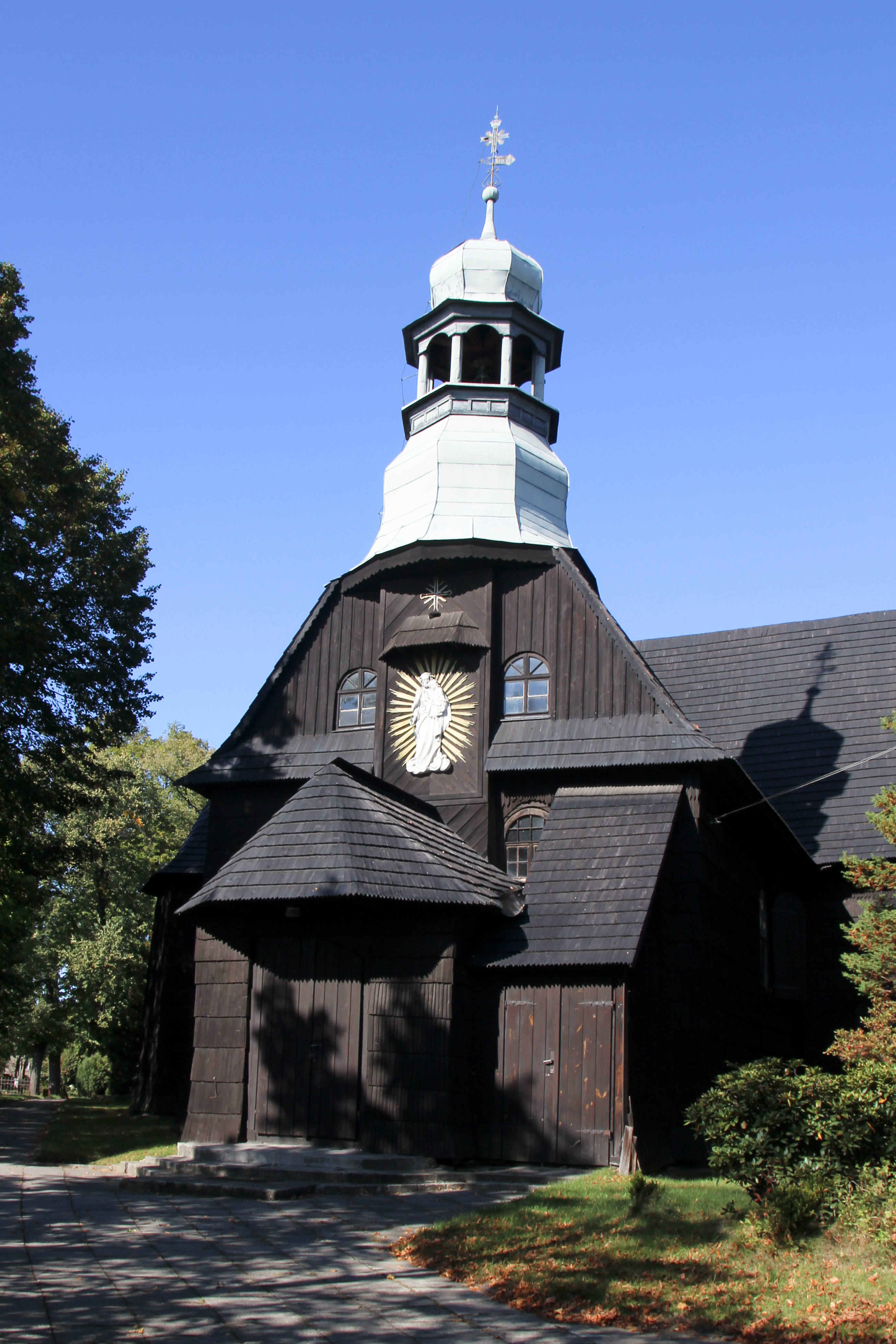

度230米，2006年人口3,175。
50°09′20″N 17°58′50″E / 50.15556°N 17.98056°E